# John Milton
John Milton (Londres, 9 de diciembre de 1608-Londres, 8 de noviembre de 1674) fue un poeta y ensayista inglés, conocido especialmente por su poema épico El paraíso perdido (Paradise Lost). Políticamente fue una figura importante entre los que apoyaron la Mancomunidad de Inglaterra. Ocupó el puesto de ministro de lenguas extranjeras bajo el mandato de Oliver Cromwell y sus tratados políticos fueron consultados para la redacción de la Constitución de los Estados Unidos de América.
Poéticamente, Milton es una de las figuras más importantes del panorama literario inglés, siendo en ocasiones situado al mismo nivel que Shakespeare. La influencia de Milton en la literatura posterior es amplia y variada: se atribuye a la influencia de su obra la aceptación y difusión del verso blanco en poesía, y, especialmente durante el Romanticismo, las alusiones a su obra alcanzaron un nivel similar al gozado por las referencias clásicas. La propia personalidad de Milton ha sido en ocasiones debatida y criticada, en especial, la forma en la que se dibujó a sí mismo en algunas de sus obras, sobre todo en la «Defensio».

## Introducción a la época

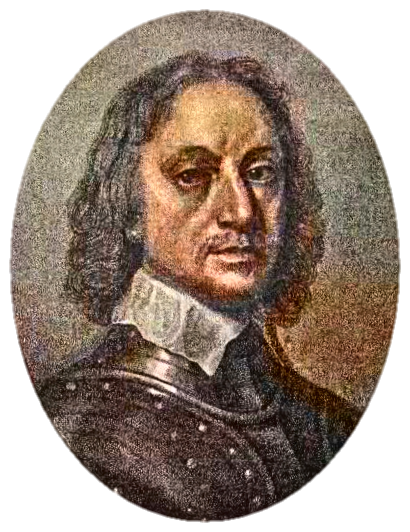
Oliver Cromwell, Lord Protector.

La reina Isabel I murió sin dejar descendencia, cesando así la dinastía Tudor, e iniciando la de los Estuardo, al pasar la corona a Jacobo I, que era también rey de Escocia e Irlanda. Con el ascenso al trono de su hijo, Carlos I de Inglaterra, las tensiones entre el parlamento y el monarca comenzaron a amenazar la monarquía: Carlos I quería unificar los tres reinos (Inglaterra, Escocia e Irlanda) bajo un solo reinado, pero el parlamento temía que esto modificara las tradiciones de la Corona inglesa, disminuyendo el poder parlamentario. El matrimonio del rey con una mujer católica también generó preocupación en los anglicanos. Por otro lado, Carlos I buscaba la gloria en las guerras europeas, lo cual requería de fuertes tasas de impuestos. Las tensiones se acrecentaron cuando el parlamento intentó procesar al duque de Buckingham, favorito del rey, por lo que este decidió disolver el parlamento. Después de 11 años de tiranía, se inicia una revuelta en Escocia, que constituye el comienzo de las Guerras de los tres reinos. Tras la derrota en Newcastle, vuelve a convocar el parlamento, que se muestra más hostil de lo que había sido antes. El 3 de enero de 1642, Carlos envía al fiscal general del Estado a la Cámara de los Lores para procesar por alta traición a varios Comunes. El intento de arresto precipitó la guerra civil.
Después de esta primera guerra, Cromwell tomó poder en el lado parlamentario, sofocando sublevaciones e invadiendo a Escocia. Cuando el parlamento decide negociar con Carlos I, Cromwell inicia un golpe militar, separando así al bando parlamentario en dos e instaurando la Mancomunidad de Inglaterra. Carlos I de Inglaterra fue decapitado el 30 de enero de 1649, con lo que se inician los años de la república y el protectorado, hasta la segunda guerra civil inglesa.

## Biografía

### Primeros años
John Milton fue el segundo hijo de John y Sara Milton. Su padre era un próspero escribano, realizando tareas que hoy consideraríamos notariales. Componía también música eclesiástica y tenía vínculos con el mundo del teatro, especialmente el Blackfriars Theatre; había sido desheredado por su padre, ferviente católico, por hacerse protestante. La familia vivía en «The Spreadeagle», su casa de Cheapside, cerca de la Catedral de San Pablo en Londres, en cuya escuela estudió Milton. Desde una muy temprana edad, Milton había comenzado a aprender las lenguas clásicas de la mano de tutores, entre ellos Thomas Young.
En 1625, fue admitido al Christ's College en Cambridge, donde comenzó a prepararse para entrar en la Iglesia de Inglaterra. Era muy buen estudiante, pero le gustaba discutir y fue expulsado temporalmente por reñir con su tutor, William Chappell, por lo cual a su regreso le fue asignado otro. Su profesor favorito fue Thomas Young (que ya había sido tutor suyo en Londres), el cual reaparecería en otros momentos de su vida desvinculados de la etapa de Cambridge. Se hace amigo de Roger Williams, teólogo disidente americano, al que enseñaría hebreo a cambio de lecciones de neerlandés. En este periodo compuso varios poemas, entre ellos On the Morning of Christ's Nativity. Sabemos que los primeros años de su estancia en Cambridge no fueron agradables. Milton se sentía alienado pues consideraba su intelecto superior al de sus compañeros y éstos, haciendo referencia a su pelo largo y rubio, y su aspecto afeminado le pusieron el apodo de «Lady of Christ's» (college). Sin embargo, es posible que una vez sus obras poéticas comenzaron a publicarse en los periódicos de la universidad, la situación cambió, como parece indicar su último escrito universitario, Oratorio pro Arte, que trata entre otras cosas de lo bello y valioso de una amistad entre iguales.

### Estudio intensivo y viajes
En 1632, se graduó cum laude y regresó a Londres, donde se dedicó durante cinco o seis años al estudio intensivo y la composición literaria en su casa de Hammersmith. En esta época escribió principalmente poemas, como On Shakespeare, L'Allegro e Il Penseroso.
Contrario a la educación de Cambridge, que entonces se basaba principalmente en la memorización, Milton dedicó este tiempo a la lectura de las obras de los antiguos y los contemporáneos sobre teología, filosofía, historia, política, literatura y ciencia. Como guía para trazar los estudios a los que Milton se dedicó en estos años se recurre a su «commonplace book», algo así como su cuaderno de notas, que hoy puede encontrarse en la Biblioteca Británica. La educación de Milton fue amplia y variada; conocía el latín, el griego y el hebreo. Era un fluido hablante del francés, el español y el italiano, y se aplicó también en aprender inglés antiguo y neerlandés. Gracias a esta educación, Milton es considerado como uno de los escritores más instruidos de la literatura inglesa.
En abril de 1637 murió su madre, y unos meses después Edward King, amigo de Milton de la época de Cambridge, murió ahogado, por lo que sus compañeros decidieron escribir elegías en su honor. En noviembre Milton compuso Lycidas para añadir en esta colección en memoria de King, y esta se publicó en 1638. Escribió también mascaradas como Arcades o Comus, las cuales compuso para John Egerton, primer conde de Bridgewater, al ser este instaurado «Lord President of Wales» —los manuscritos de estas obras tempranas se conservan en el Trinity College de Cambridge, por lo que se conocen como «los manuscritos de Trinity»—.
Como era costumbre entre los jóvenes pudientes en la época, Milton emprendió un viaje por Europa en la primavera de 1638; fue a París y después a Italia, donde, durante su estancia en Florencia, muy probablemente conoció a Galileo Galilei, el cual se encontraba bajo arresto domiciliario por orden de la Inquisición. En Roma fue invitado por el Cardenal Barberini, sobrino del papa Urbano VIII, a visitar la Biblioteca Vaticana. Se trasladó a Ginebra, donde había ido con la esperanza de conocer al célebre teólogo calvinista Giovanni Diodati. Allí, tuvo que cancelar el proyectado viaje a Grecia al descubrir rumores cada vez más insistentes de que una guerra civil arreciaba Inglaterra y que un amigo suyo de infancia, Charles Diodati, sobrino del anterior, había muerto. Regresó a Inglaterra en julio de 1639, tras lo cual comenzó a escribir Epitaphium Damonis, un poema en latín en memoria de su amigo.
En Londres, estableció una especie de academia, a la que asisten sus sobrinos, Edward y John Phillips, y a la que acuden más adelante jóvenes de familias aristocráticas. La Guerra civil se estaba fraguando (su prefacio, las Guerras de los obispos ya se estaban librando). El rey Carlos I había invadido Escocia y disuelto el parlamento. Milton, activo en política, comenzó a redactar panfletos antiepiscopales —en esta época, política y religión estaban fuertemente enlazadas (el rey es la cabeza de la iglesia anglicana), algo que se puede apreciar en los escritos de Milton: Of Reformation, sobre la disciplina en las iglesias de Inglaterra; Animadversions, Of Prelatical Episcopacy (que es una defensa de Smectymnuus, una organización protestante liderada por Thomas Young) y The Reason for Church Government, en la que se sitúa en contra de la prelación (jerarquía) y ataca a la Iglesia alta, especialmente a su líder William Laud, Arzobispo de Canterbury—.

### Primer matrimonio

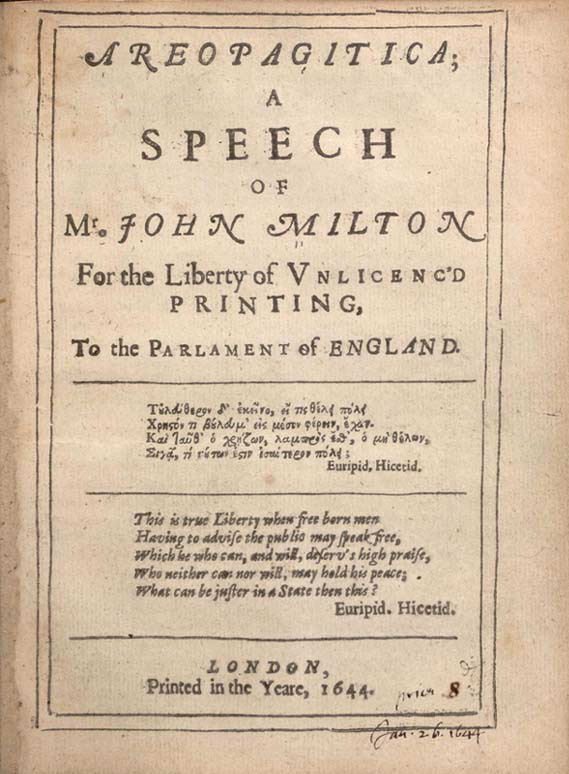
Primera edición de Areopagitica.

En 1642, Milton se casó con Mary Powell, que tenía entonces 17 años. La relación no duró mucho, y poco después Mary le abandonó, regresando a la casa de sus padres en Oxford, pues Milton tenía un carácter huraño. Esta situación dio lugar a los famosos «Tratados sobre el divorcio», donde se argumentaba a favor del divorcio por incompatibilidad de personalidades: en 1643, publicó la Doctrina y disciplina del divorcio y en 1644, El juicio sobre el divorcio de Martín Bucer. La publicación de estos textos causó un escándalo en el parlamento y entre el clero, que intentó censurarlos; a causa de esto, durante el verano de 1644 Milton escribió su Areopagítica, una apología de la libertad de prensa. Por otro lado, Milton, que había quedado en cierta medida desencantado de la educación de Cambridge, escribió Sobre la educación, un tratado que propone establecer un estudio riguroso para los jóvenes de Inglaterra. En 1645, se publicaron otras tres obras: Tetrachordon, Colasterion, y una colección de Poemas de Mr. John Milton, en inglés y en latín.
Alrededor de 1645, Mary Powell regresó al hogar conyugal y se reconciliaron; su primera hija, Anne, nació al año siguiente. Cuando la guerra civil estalló, los Powell se declararon monárquicos, mientras que Milton era republicano. En Oxford, los monárquicos estaban siendo expulsados, así que la familia de su mujer se trasladó a la casa de Milton, en Hammesmith, Londres. En 1647 murieron su padre y su suegro. Un año después los Powell abandonaron la casa, y nació su segunda hija, Mary Milton. El 30 de enero de 1649 el rey, Carlos I fue ejecutado en una plaza pública, acto del que probablemente Milton fue testigo. Dos semanas después se publicó El ejercicio de la magistratura y el reinado, que aborda cuestiones institucionales.

### Ministro de lenguas extranjeras

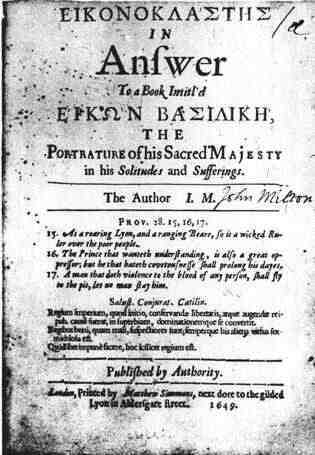
Primera edición de Eikonoklastes.

Una vez establecida la Commonwealth tras la victoria parlamentaria, el gobierno de Cromwell hace de Milton ministro de lenguas extranjeras (marzo de 1649) y la familia se traslada a Westminster, donde nace su primer hijo, John. En los años subsiguientes Milton sería el encargado de traducir al latín las actas oficiales y responder a los ataques literarios contra la república; también serviría como censor y es muy posible que también redactara discursos para Cromwell.
Con El ejercicio de la magistratura y el reinado defiende el republicanismo y al regicida, que estaba siendo atacado por los presbiterianos (principalmente escoceses) y los realistas. Entre sus tratados más notables se encuentra el Eikonoklastes (demoledor de imágenes), publicado en octubre de 1649 y que es una respuesta al Eikon Basilike (Imagen Real), un tratado muy difundido que se atribuía a Carlos I y que mostraba al rey asesinado como un mártir cristiano. Un mes después, los partidarios de Carlos II publican la Defensio Regia, escrita por el conocido orador Claudius Salmasius, a lo que Milton responde con Defensio pro populo Anglicano (o la Primera defensa), un texto muy cuidadosamente redactado, en latín, que sirvió para dar a conocer las facultades oratorias de Milton en la Europa continental.
En 1652, Milton pierde la vista, probablemente a causa de glaucoma, lo que le lleva a componer el soneto  «When I Consider How My Light is Spent». En mayo, su mujer, Mary muere por complicaciones en el parto y en junio, su único hijo, John, de quince meses, muere también.
En 1654 publica la Defensio Secunda, respuesta al Regii sanguinis clamor (Clamor por la sangre del rey) de Pierre du Moulin, en la que elogia a Cromwell, a la vez que lo exhorta a mantenerse fiel a los principios republicanos. Continúa trabajando gracias a la ayuda de Andrew Marvell, al que ha hecho su asistente, y dictando las líneas a amanuenses. Aun así, sus labores como traductor son ampliamente recortadas. Se modifica su sueldo (288£) a una pensión vitalicia de 150£.
Milton había atribuido el Clamor a Alexander More, por lo que este respondió atacándolo en un escrito. En 1655, Milton pública Defensio Pro Se (Defensa de mí mismo), defendiéndose de este ataque. En 1656, contrae nupcias de nuevo con Katherine Woodcock, con la cual tiene una hija, pero Katherine y su hija mueren en 1658, el mismo año en que también muere Oliver Cromwell. En memoria de su esposa Katherine, escribe el soneto «Methought I saw my late espousèd saint».

### Restauración

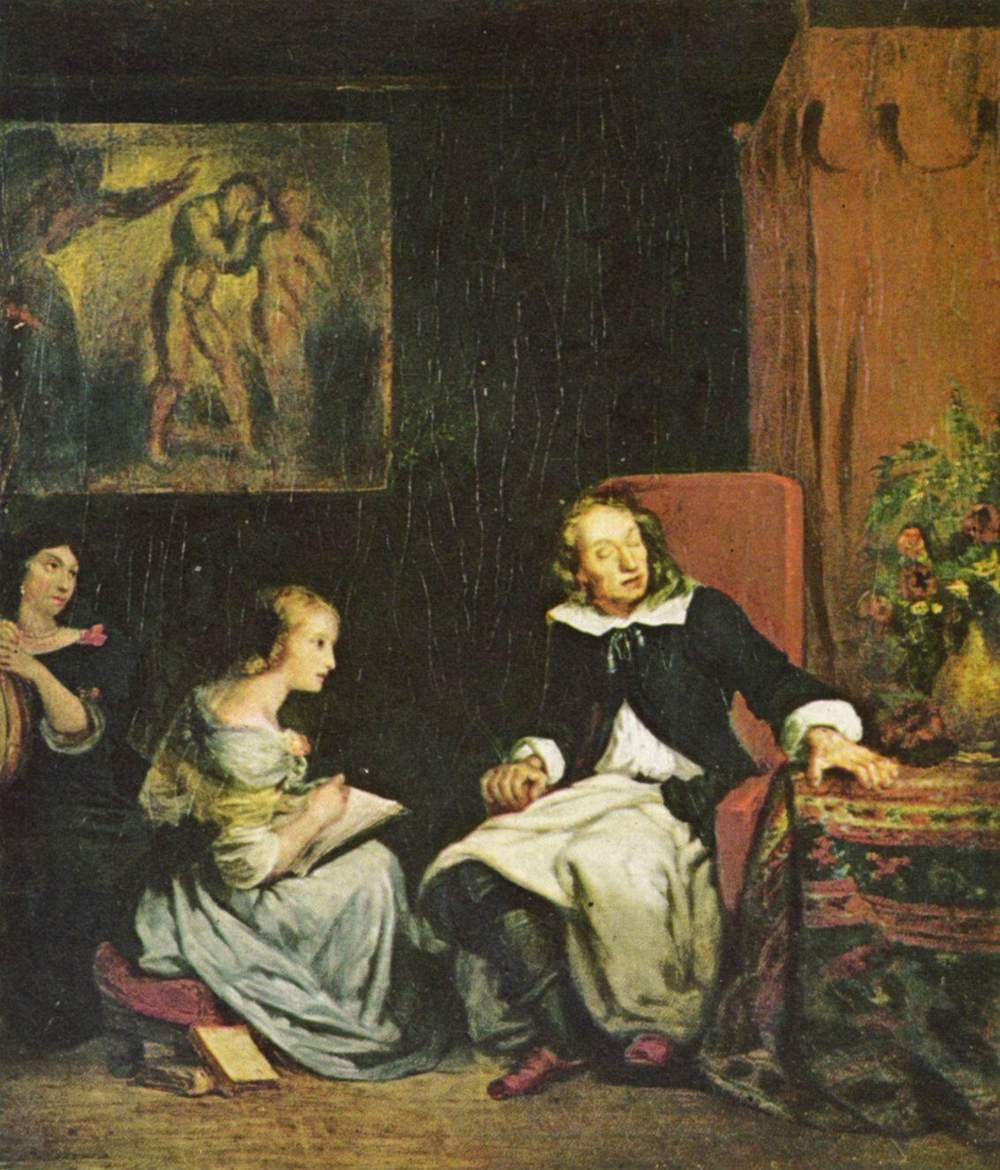
Milton dictando a sus hijas Paradise lost.

Con la muerte del Lord Protector Oliver Cromwell, la Commonwealth estaba condenada a caer; Milton, sin embargo, continúa aferrándose a los principios republicanos y a principios de 1659 pública A Treatise of Civil Power, tratado en que ataca la unión de Iglesia y estado, Considerations touching the likeliest means to remove hirelings, denunciando la corrupción en la Iglesia y una serie de propuestas destinadas a mantener la supremacía del parlamento sobre el ejército: A Letter to a Friend, Concerning the Ruptures of the Commonwealth (tras la disolución del Rump Parliament), Proposals of certain expedients for the preventing of a civil war now feared (cuando estaba a punto de restaurarse la monarquía Estuardo) y, finalmente, Ready and Easy Way To Establish a Free Commonwealth, una fútil reprimenda a los ingleses por flaquear en la causa de la libertad.
A causa de su trabajo como propagandista, Milton tiene que esconderse de los monárquicos, por miedo a una posible represalia. En enero, tanto la Defensio pro populo Anglicano como el Eikonoklastes fueron quemados públicamente. En octubre, Milton es arrestado y metido en prisión, aunque más tarde fue liberado por orden del parlamento gracias a la influencia de algunos amigos ahora poderosos como Andrew Marvell.
En 1663, Milton se casa con Elizabeth Minshull, de 24 años, pese a la opinión desfavorable de sus hijas y vuelve a trabajar como tutor de jóvenes pudientes. Termina su obra épica El paraíso perdido. Por su ceguera, Milton componía los versos en su cabeza por la noche y los dictaba por la mañana a sus asistentes. El paraíso perdido se completó en la aldea de Chalfont St Giles cuando en 1665 se salió de Londres para escapar de la gran peste de Londres y se publicó finalmente en 1667, en diez libros, siendo ampliado en 1668 con material adicional. La obra fue un éxito instantáneo. En 1670 publica History of Britain y en 1671 El paraíso recobrado y Sansón agonista, en 1673 Of True Religion and Poems, &c. upon Several Occasions. Y en el verano de 1674 aparece la segunda edición del El paraíso perdido, esta vez en doce libros.
Milton murió de fallo renal en noviembre de 1674, y se encuentra enterrado en la iglesia de St. Giles en Cripplegate; existe un monumento en su honor en el Rincón de los Poetas de la Abadía de Westminster.

## La personalidad de Milton
La reputación de Milton ha estado en constante cambio, tanto en vida de este como después. De la lectura de sus escritos políticos no podemos discernir un carácter amable, ya simplemente por la fuerza e intensidad de sus convicciones, y el destino particular de éstos (la propaganda política), que por fuerza requiere de cierta aspereza. Entre otras cosas ha sido acusado de ser políticamente oportunista, de ser inmoral (por los tratados sobre el divorcio, y sus tres matrimonios—que irónicamente, nunca acabaron en divorcio), y también de ser un clasicista arrogante con demasiada estima de su propio valor como poeta, — algo que, quizá puede legitimarse en declaraciones suyas de juventud, como la siguiente de la época de Cambridge, en la que tras observar a sus compañeros tratar de representar una comedia en el teatro de la facultad, comentó, más tarde: “Ellos se creían hombres galantes, yo les creía idiotas”. Más recientemente también ha tenido fuertes acusaciones de misoginia por parte del feminismo, tanto por los tratados sobre el divorcio como por la descripción de la poco redimible Eva de El paraíso perdido.
También se le ha acusado de no ocuparse de la educación de sus hijas como se ocupó de la de sus sobrinos y otros jóvenes. Su relación con ellas era, al parecer, bastante fría después de la muerte de su madre, especialmente cuando Milton decidió casarse por tercera vez. Las pocas referencias existentes sobre la vida familiar de Milton sugieren que este ignoró las necesidades emocionales y educativas de sus hijas, las cuales, por su parte se sintieron explotadas por las necesidades de Milton, especialmente cuando se quedó ciego; conocida es la anécdota que cuenta cómo Milton enseñó a sus hijas a leer en alto el griego, pero sin enseñarlas a entender el idioma, por lo que pasaban horas recitando algo que no entendían.
Sus hijas Anne y Mary nunca hicieron las paces con su padre, pero Deborah —la más joven y más parecida a su padre— sirvió como fuente para las primeras biografías del poeta, y le describe como un hombre afable y excelente compañía. La rigidez y austeridad de sus costumbres, parece, han sido fuertemente exageradas posteriormente. Apreciaba pasear por los jardines, incluso después de quedar ciego, y también el tabaco y el vino moderadamente.
En cuanto a la opinión de los estudiosos de las épocas siguientes, cabe el ejemplo de lo proclamado por G. K. Chesterton, el cual llama a un contraste entre Milton el poeta y Milton el hombre: «me temo que el modo más corto y más satisfactorio de decirlo es que, una vez todo ha sido dicho y hecho, (Milton) es un poeta que no podemos dejar de apreciar y un hombre al que no podemos apreciar».
El propio Milton es la fuente más empleada para buscar información sobre su persona. Muy detallada es la información que se ofrece en la Defensio Secunda: 

Admito que no soy alto, pero mi estatura se acerca más a la mediana que a la pequeña... Tampoco soy especialmente débil... cuando mi edad y mi forma de vida lo requirieron, no fui ignorante en el manejo de la espada, y practicaba en usarla cada día... Ahora tengo el mismo espíritu, la misma fuerza, pero no los mismos ojos. Y sin embargo, conservan todavía la apariencia de unos ojos sanos, y son tan claros y vívidos, sin neblina alguna, como los ojos de aquellos que ven perfectamente... en mi rostro, del que él [Moulin] dice “jamás haber visto rostro con menos sangre”, todavía se percibe un color que es el exacto opuesto de lo pálido y sin vida, por lo que, aunque tengo ya más de cuarenta años, apenas hay alguien a quien no le parezca más joven en por lo menos diez años. Tampoco es cierto que mi cuerpo o mi piel se hayan marchitado.
John Milton, Defensio Secunda

## Pensamiento político y filosófico

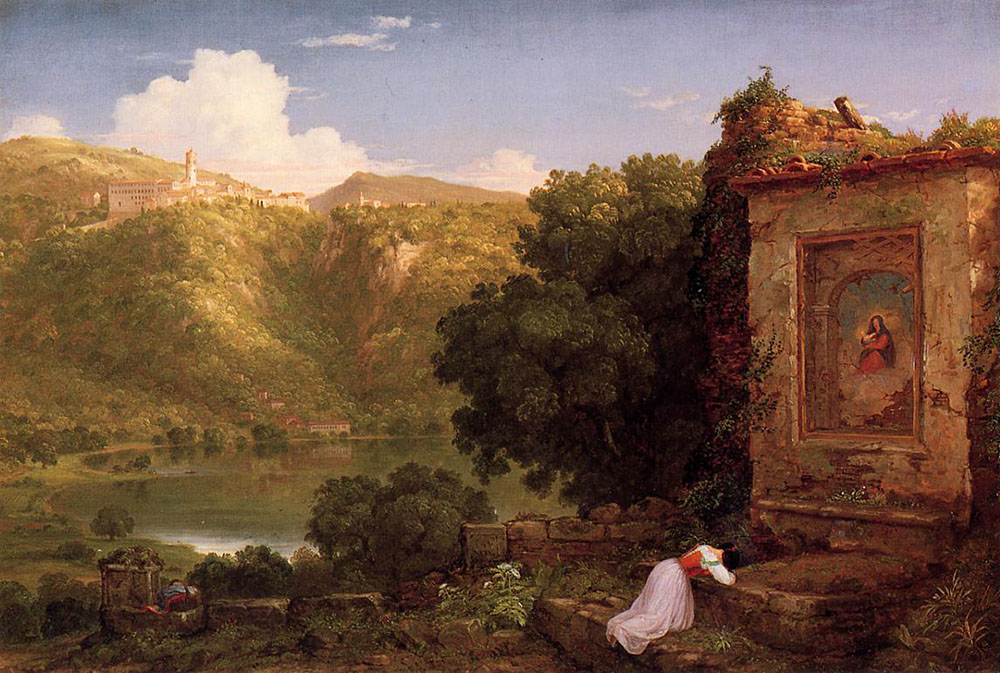
Il Penseroso, de Thomas Cole.

Las creencias idiosincrásicas de Milton tienen su base en gran parte en el mandato puritano de la inviolabilidad de la conciencia.
El pensamiento de Milton puede estudiarse a través de dos fuentes, sus tratados, y sus poemas recogidos en Poems of Mr. John Milton both in English and Latin. Excluyendo los tratados sobre el divorcio, encontramos dos vertientes principales, por un lado la crítica al episcopalismo de la iglesia anglicana, y por otro la defensa del republicanismo.
Milton culpa a la iglesia anglicana, y en concreto a los obispos de haber provocado una guerra contra Escocia y de haber forzado a «ingleses libres, fieles y buenos cristianos a abandonar su hogar, sus amistades y las cosas que les son afines para buscar refugio en los salvajes desiertos de América». Por otro lado, la controversia suscitada por sus tratados sobre el divorcio y posterior censura provocaron que escribiera la Areopagítica, una llamada a la libertad de expresión en la que Milton pide una mayor libertad constitucional, y que alberga una de sus frases más célebres: «Pues los libros no son en absoluto cosas muertas, sino que contienen un potencial de vida en ellos que los hace tan activos como el alma de la cual provienen; no, preservan como en un tubo de ensayo los extractos más puros del intelecto vivo que los engendró».
En filosofía, Milton fue un proponente de Monismo, o materialismo animista, esto es, la noción de que es una sola sustancia material, que es «animada, autoactiva, y libre», la que compone todo lo existente en el universo, desde las piedras, los árboles, los cuerpos y las almas a Dios y los ángeles. Milton intenta de esta manera evitar el dualismo cuerpo-alma de Platón y de Descartes, así como el determinismo mecánico de Hobbes. Esta teoría puede encontrarse principalmente en El paraíso perdido, en la que Milton permite a los ángeles comer o tener relaciones sexuales (8.622-29).
Quizá mucho más conocida sea su faceta de defensor del republicanismo, que puede encontrarse en obras como El ejercicio de la magistratura y el reinado, Milton afirma en este escrito que los reyes obtienen su poder del pueblo, y por lo tanto, es el derecho de este el destituirlo, encarcelarlo, e incluso condenarlo a muerte. En los siglos posteriores, comenzó a reconocerse a Milton como uno de los precursores del liberalismo.

## Pensamiento religioso

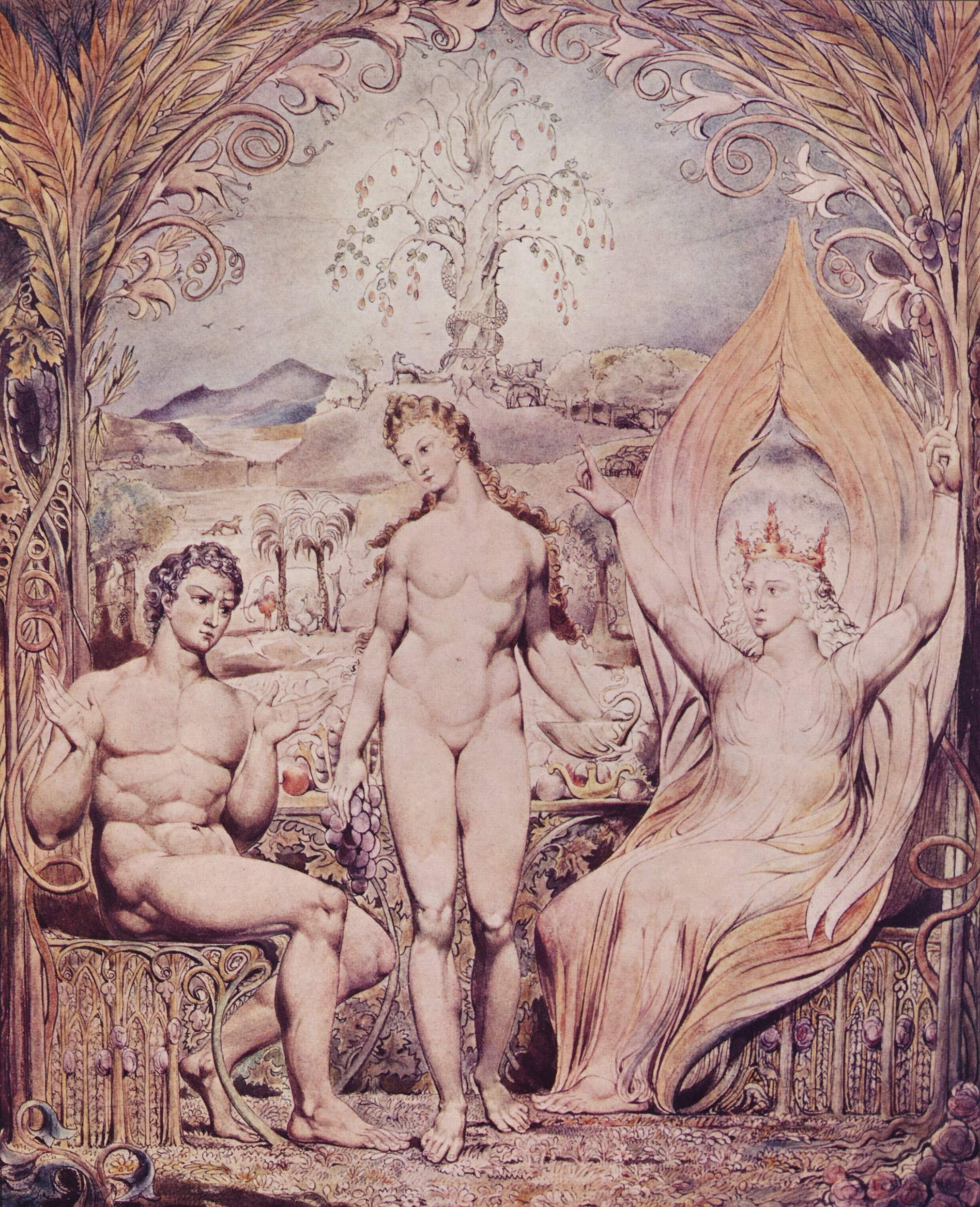
El Arcángel Rafael con Adán y Eva. Grabado de William Blake.

La poesía y la prosa de Milton reflejan unas profundas convicciones religiosas, que a menudo chocan o son una reacción contraria a aquellas de sus contemporáneos. Como funcionario del gobierno de Cromwell y por su oficio de escritor no siempre podemos distinguir sus opiniones reales de licencias poéticas o intereses políticos (como ocasionar polémica). Milton era puritano.
A pesar de que podemos decir sin rodeos que Milton es claramente protestante, también muestra conocimientos en otras teorías políticas que lo separan de los cristianismos más ortodoxos; un ejemplo de esto puede ser el rechazo que profesa al concepto de la Santísima Trinidad al considerar que el hijo era subordinado al padre, una doctrina conocida como Arrianismo y que a su vez está muy relacionada con el Socinianismo (la creencia de que Jesús no tiene naturaleza divina, que hoy se puede encontrar en el Unitarismo). Otra de las opiniones «heréticas» de Milton, ilustrada en El paraíso perdido, es la creencia que el alma muere con el cuerpo.
Por otro lado, Milton abandonó su campaña de legitimación del divorcio después de 1645, aunque defendió la poligamia en De doctrina christiana, un tratado que no fue publicado y que expone muchas ideas heréticas.
Como muchos autores del Renacimiento antes que él, Milton integró la teología cristiana con los modelos clásicos. En sus poemas tempranos, el poeta-narrador muestra una tensión entre el vicio y la virtud, lo cual los relaciona fuertemente con el protestantismo. En la mascarada Comus Milton emplea la ironía para elevar las nociones de pureza y virtud sobre las convenciones cortesanas de fiesta y superstición. En los poemas posteriores, estas cuestiones religiosas se hacen más explícitas, así en On Reformation, Milton expresa su aversión hacia el catolicismo y especialmente hacia la jerarquía eclesiástica.

## La obra poética y dramática de Milton
Las primeras obras poéticas compuestas por Milton son L'Allegro e Il Penseroso (1631), dos pastorales, que reflejan el disfrute de un día en el campo desde dos puntos de vista distintos: L'Allegro (El alegre) invoca la alegría de la diversión más pura, mientras Il Penseroso (El pensativo), refleja una diversión más melancólica, enfocada a la contemplación interior. Esta representación de opuestos sería luego retomada por poetas como William Blake, en obras como Canciones de inocencia y de experiencia, o El matrimonio del cielo y el infierno y fue inspiración para L'allegro, il penseroso ed il moderato, oda pastoral de Georg Friedrich Händel con letra de Charles Jennens.
El nombre Lycidas, (el del protagonista del poema del mismo nombre), es típico de los pastores dóricos, por lo que Milton lo consideró apropiado para su elegía pastoral. En ella rinde homenaje a su amigo Edward King, que había muerto ahogado cuando el barco en el que viajaba se hundió cerca de la costa irlandesa. En este poema un pastor llora la muerte de otro pastor que ha muerto ahogado. Juega Milton aquí con la metáfora del pastor-poeta de las pastorales (pues King escribía también poesía) y la del pastor de almas, pues la muerte de un buen pastor causa una gran pérdida para el rebaño.
Milton escribió también una mascarada, Comus en la que hace honor a la castidad. En esta obra una joven es raptada y tentada por Comus, una versión parodiada del dios festivo griego del mismo nombre, pero la joven resiste a las proposiciones del dios, y finalmente es rescatada por sus hermanos. La obra fue representada en honor a John Egerton, como celebración tras haber sido este proclamado Lord President de Gales.
El paraíso perdido recupera los temas de la caída de Lucifer y de la desobediencia del hombre, y el posterior exilio de ambos (del Cielo para el primero o del paraíso para los segundos), creando un equilibrio entre ambas, así como una serie de contrastes. Se trata de un poema épico en el que Milton trata de «justificar las acciones de Dios ante los hombres» y de revelar el mensaje esperanzador que trae el hijo de Dios tras la pérdida del paraíso. Tras la publicación de esta obra, Milton se dedicó a escribir El paraíso recobrado y Sansón agonista. A pesar de que el Paraíso recobrado es una secuela de la anterior, tiene más similitudes con Sansón agonista, pues ambas tienen un carácter menos épico y fueron publicadas en un mismo tomo en 1671. El paraíso recobrado trata el tema de la tentación de Cristo en el desierto, siguiendo el evangelio de San Lucas; mientras que en la tragedia Sansón agonista trata la angustia de Sansón tras haber sido condenado y haber quedado ciego por haber roto su promesa a Dios (al revelar el origen de su fuerza), y haber sido traicionado por Dalila:

¡Oh, oscuro, oscuro, oscuro al mediodía, / total eclipse, oscuro sin remedio / sin esperar el día! / ¡Oh, primitivo rayo, gran palabra, / «Sea la luz», y fue la luz el todo; / ¿por qué me niegas tu primer decreto? / Negro es para mí el Sol, / silente cual la Luna / cuando deja la noche / en su caverna interlunar oculta. / La luz es tan precisa a nuestra vida / que casi llega a ser la vida misma / puesto que es luz el alma / y ella está en todas partes. ¿Por qué, entonces, / la vista fue encerrada en esa esfera / tierna del ojo, fácil de apagarse, / y no fue difundida como el tacto / para poder mirar por cada poro? / No hubiera sido entonces desterrado / en plena luz a tierra de tinieblas, / vida muerta, muerte que, aunque vida, / yace enterrada (John Milton, Sansón agonista, I, 80-101.)

## Obras en prosa
Los escritos en prosa de Milton pueden dividirse en tres temáticas principales: los tratados sobre el divorcio, los escritos antiespiscopales y las defensas de la república.
Los tratados sobre el divorcio son cuatro, La doctrina y disciplina del divorcio, El juicio de Martin Bucer, Tetrachordon, y Colasterion, todos escritos entre 1643-45. En ellos Milton argumenta a favor de legitimar el divorcio en caso de incompatibilidad de personalidades. En La doctrina y disciplina del divorcio, Milton argumenta que Cristo no condenaba el divorcio, pues en Mateo:19 se está dirigiendo a un grupo concreto de fariseos, no a todos los discípulos. El juicio de Martin Bucer es principalmente una traducción de De Regno Christi, del reformista protestante Martin Bucer. Tetrachordon, y Colasterion fueron publicados a la vez. El segundo es una defensa de La doctrina y disciplina del divorcio, que había sido atacada en un panfleto anónimo. El tetrachordon (cuatro lazos) es un intento de unificar las posturas sobre el divorcio que aparecen en los cuatro evangelios, lo que hace de la obra una densa exégesis bíblica.
Estos tratados fueron muy controvertidos, y fueron duramente criticados en el parlamento, pues sus detractores querían censurarlos. El parlamento de Inglaterra aprobó una ley que permitía censurar los textos antes de publicarlos, la Licensing Order de 1643. Milton se opuso a ello publicando, en 1644, Areopagítica, abogando por la libertad de prensa. Tomó el nombre de uno de los discursos de Isócrates con el que el orador griego perseguía restaurar el consejo del Areópago (este es un monte ateniense sobre el que se celebraban juicios, tanto reales como mitológicos). Ese mismo año publicó Sobre la educación, obra en la que defiende una reforma en la educación que haga a esta cubrir dos aspectos: educar al hombre para desenvolverse en la vida pública y privada, y enseñarle a “reparar los males de nuestros primeros padres mediante el conocimiento de Dios, y, por ese conocimiento, amar a Dios, tratar de ser como Él, porque así estaremos más cerca de poseer un alma verdaderamente virtuosa.”
Uno de los mayores detractores de Milton fue William Laud, Arzobispo de Canterbury. Dado que Milton estaba a favor de la reforma, que abolía la jerarquía eclesiástica, como puede apreciarse en sus escritos antiepiscopales, para Laud era una amenaza. On reformation es uno de los primeros ejemplos de las opiniones de Milton en esta área. La obra emplea un lenguaje lleno de latinismos, y recursos retóricos; opina Milton que la jerarquía eclesiástica es una corrupción de las prácticas igualitarias de la iglesia primitiva, que esto va en contra de las escrituras, y es además incompatible con la libertad civil. En On Prelatical Episcopacy, Milton retoma los mismos argumentos, refutando además los propuestos por los obispos Hall y Usher. Ese mismo año publicó The Reason of Church Government, que fue contestado por Hall con Defence of the Remonstrance, que a su vez Milton respondió con Animadversions. Este último se presenta como un diálogo y posee un carácter más satírico que ninguno de los anteriores. A principios de 1642 apareció una respuesta anónima a Animadversions: se trataba de A Modest Confutation of a Slanderous and Scurrilous Libel, en la que se instaba a no dejar impune el atrevimiento de Milton, pues merecía ser «lapidado hasta la muerte». Respondió a este abuso parcialmente en Apology for Smectymnuus, tratado en el que defiende al grupo presbiteriano al que pertenecía Thomas Young. A principios de 1642, la jerarquía eclesiástica inglesa fue abolida por el parlamento.
Milton escribió además dos obras defendiendo el regicidio de Carlos I: Eikonoklastes y El oficio de la magistratura y el reinado en las que defiende el derecho de los súbditos a condenar a muerte a un monarca al que consideran culpable. Este texto está muy ligado al origen de la Commonwealth, pues ilustra como las personas se unen para formar un gobierno, para el que eligen a un líder. Explica Milton cuales deben ser las obligaciones de este líder, contrastando éstas con los abusos de un tirano. Después de estos dos tratados, Milton comenzó a trabajar como propagandista para la república.
(Véase Ministro de lenguas extranjeras).

## Influencias en la obra de Milton
Los años invertidos en el estudio de la literatura de varios países y la amplitud de los conocimientos alcanzados por Milton hacen que los intentos de trazar los textos y escritores que le influyeron se desvirtúen centrándose en uno u otro aspecto. Es evidente que Milton conocía bien la Biblia, y especialmente los libros del Génesis, Job y los Salmos. Por su educación clásica conocía también las obras de Homero, Virgilio, y Marco Anneo Lucano, como puede entenderse de la producción de una épica moderna como es El paraíso perdido. Por otro lado, aunque su obra refleja más bien estos conocimientos clásicos, también podemos encontrar alusiones a otros autores más contemporáneos, como Giovanni Andreini, Phineas Fletcher, Thomas Heywood, George Sandys, Edmund Spenser, Philip Sidney, John Donne, o William Shakespeare.
Sin embargo, a pesar de todas las posibles influencias, cabe citar a Samuel Johnson cuando dice:

El mayor elogio al genio es la invención original. No se pude decir que Milton inventara la estructura de un poema épico, y por lo tanto debe reverenciar ese vigor y amplitud de mente a la que todas las generaciones están endeudadas en el arte de la narración poética, en la textura de la trama, en la variación de los incidentes, la interposición del diálogo, y todas las estratagemas que nos sorprenden y que encadenan nuestra atención. Pero de todos los que han tomado prestado de Homero, Milton es, quizás, el menos endeudado. Era de forma natural un pensador independiente, confiado de sus propias habilidades y desdeñoso de toda ayuda y entorpecimiento; no rechazaba admitir los pensamientos e imágenes de sus predecesores, pero tampoco los buscaba. De sus contemporáneos ni pidió ni recibió aprobación: no hay en sus escritos nada que pueda alimentar el orgullo de otros escritores buscando su favor, ni intercambios de alabanzas ni peticiones de apoyo.
Samuel Johnson, de Lives of the English Poets, Oxford: Clarendon Press, 1905

## La influencia de Milton en la literatura posterior
Las obras de Milton, y particularmente El paraíso perdido tuvieron gran repercusión en la literatura de los siglos posteriores, lo que instantáneamente lo incluyó entre los grandes clásicos de la literatura inglesa, junto con Shakespeare. Las primeras notas de su influencia pueden verse en obras como el poema épico de Lucy Hutchinson Order and Disorder (1679), o la ópera de John Dryden The State of Innocence and the Fall of Man: an Opera (1677).
En 1787, Mary Wollstonecraft se queja de oír constantemente hablar de lo sublime de Milton «I'm sick of hearing of the sublimity of Milton», lo que nos puede dar una idea de lo extendido que estaba ya su reconocimiento como uno de los clásicos en el siglo XVIII. Según R.D. Havens, El paraíso perdido, El progreso del peregrino y la Biblia fueron los libros más leídos durante ese siglo. Extractos de El paraíso perdido fueron utilizados en panfletos y discusiones políticas para ilustrar puntos de vista a veces contradictorios. Por otro lado, con la naciente industrialización, las imágenes miltónicas del cielo y el infierno comenzaron a emplearse crecientemente como metáforas del «paraíso» rural frente al «infierno» de las ciudades. Milton era el tema favorito de discusión en los salones ingleses de los siglos XVIII y XIX. También se atribuye a la amplia recepción de la obra de Milton la gradual aceptación del verso blanco.

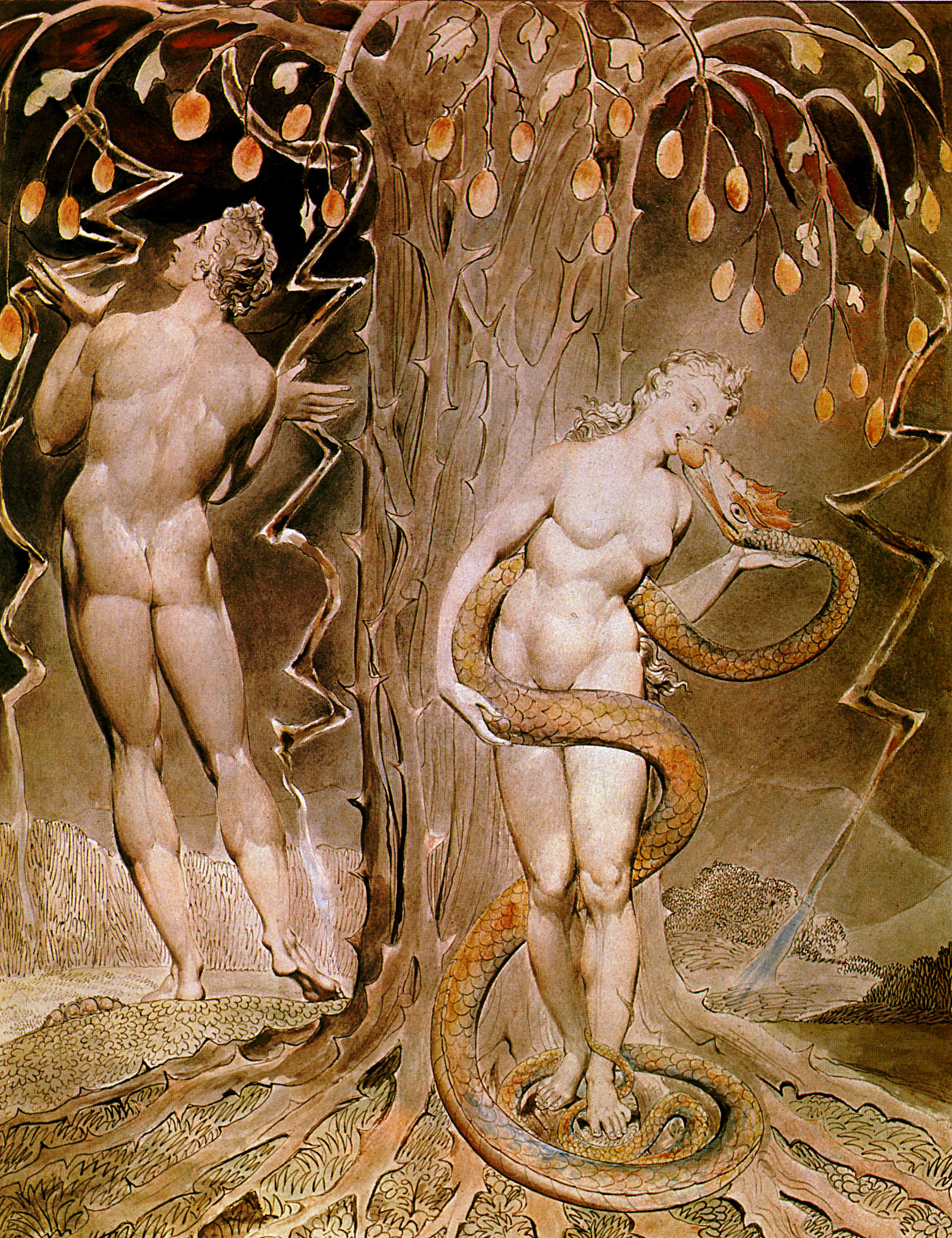
La tentación y caída de Eva de William Blake.

El estilo de Milton fue ampliamente imitado, especialmente en el Romanticismo, con mejores o peores resultados, mientras otros poetas le rendían tributo mediante alusiones. William Blake ilustra El paraíso perdido, y compone The Marriage of Heaven and Hell, que está fuertemente inspirado en el anterior. La obra de Mary Shelley, Frankenstein, tiene también fuertes influencias miltónicas. William Wordsworth, en el tercer libro de The Prelude nos cuenta las vivencias de un compañero de Cambridge que habita la misma habitación que en su día ocupó Milton. En esta obra Wordsworth quiere marcar su propia falta e mérito, lo indigno de su posición como heredero de Milton. Si bien esto no deja de ser una tendencia compartida también con sus contemporáneos, la fuerza de los elogios de escritores como Pope, que mantenía siempre una imagen suya, de Dryden y de Shakespeare en su lugar de trabajo, o Cowper que cuenta como una vez soñó con Milton, sintiéndose hacia él como un hijo hacia un padre afectuoso, han llevado a críticos como Harold Bloom, en The Anxiety of Influence, a pensar que la influencia de Milton puede verse como la de un padre que domina a sus herederos poéticos mediante el exceso de su influencia y de la dependencia de los otros. Esto parece corroborarse si analizamos el Hyperion de Keats; después de escribir On Seeing a Lock of Milton's Hair, Keats pasó por un proceso de creatividad durante el cual se dedicó a escribir Hyperión, a imitación de sus precursores; sin embargo, no pudo finalizarlo, en sus propias palabras por «el poder opresivo de la influencia miltónica».
También en esta época se publicaron varias biografías de Milton, que en cierta manera contribuyeron a crear esta «deificación» de su persona poética, siendo la más destacable la Vida de Milton de Samuel Johnson. En 1747 Milton fue acusado por varios artículos de William Lauder de plagiar los contenidos de El paraíso perdido de Adamus Exul (1601) de Hugo Grotius, del Sarcotis (1654) de Jacob Masen (Masenius, 1606-1681), y de las Poemata Sacra (1633) de Andrew Ramsay (1574-1659). La lista de Lauder continuó extendiéndose hasta incluir casi una centena de posibles plagios. Sin embargo se demostró que toda la investigación había sido un fraude que Lauder pretendía demostrar insertando en sus citas fragmentos de una traducción al latín de El paraíso perdido.
La era victoriana muestra una continuación a la anterior en la influencia de Milton. George Eliot y Thomas Hardy en particular muestran su inspiración en la poesía y la biografía de Milton. Por el contrario, y quizá por las razones expuestas anteriormente sobre la opresión de esta influencia, a principios del siglo XX aparecieron nuevas críticas a la obra de Milton; Ezra Pound y especialmente T.S. Eliot fueron especialmente críticos con Milton. En 1941, C.S. Lewis publicó A Preface to Paradise Lost, con lo que trata de recuperar la deslustrada imagen de Milton. Responde especialmente en esta obra a las críticas vertidas por T.S. Eliot el cual creía que, aun siendo Milton un gran poeta, había causado una mala influencia. La poesía de Milton, dice Eliot, «puede solo ser una influencia negativa para cualquier poeta», «una influencia contra la que todavía tenemos que luchar». Más recientemente, el interés por El paraíso perdido ha recobrado fuerza tras la publicación de La materia oscura, de Philip Pullman, que está fuertemente basada en esta obra.
Los escritos políticos de Milton, como la Areopagitica fueron consultados durante la redacción de la Constitución de los Estados Unidos de América, y una cita de este mismo libro: «A good book is the precious lifeblood of a master spirit, embalmed and treasured up on purpose to a life beyond life» («Un buen libro es la preciada sangre que palpita de un espíritu maestro, embalsamada y cuidada a propósito para tener una vida más allá de la vida») puede verse en muchas bibliotecas públicas anglosajonas, por ejemplo, en la Biblioteca Pública de Nueva York.
Por otra parte, la conveniencia de traducir o no el Paraíso perdido generó un importante debate en la Ilustración en lengua alemana. Así, mientras los ilustrados más estrictos, como Johann Christoph Gottsched, se oponían a ello, por tratarse de un texto lleno de elementos sobrenaturales y fantasiosos, los ilustrados suizos Johann Jakob Bodmer y Johann Jakob Breitinger van a abogar por su traducción, admirando la fuerza del texto.

## Milton en la literatura de lengua española
La recepción de la obra de Milton en la literatura en español fue bastante tardía. Hasta 1777 no se llevó a cabo la primera traducción, fragmentaria (solo el Libro I), por parte de Gaspar Melchor de Jovellanos, de El Paraíso Perdido. La obra fue por primera vez traducida íntegramente al español entre 1802 y 1807 por Benito Ramón de Hermida. Esta traducción, en verso rimado, no se publicó hasta después de la muerte del autor, ocurrida en 1814. Se anticipó en la imprenta una traducción que, sin embargo, había sido realizada posteriormente, aparecida en Bourges (Francia), en 1812, obra de Juan de Escoiquiz. A diferencia de la anterior, esta traducción no fue hecha directamente del inglés, sino a partir de la versión francesa de Jacques Delille, publicada en 1805, y es bastante menos fiel a la obra original. Han seguido después otras muchas traducciones, algunas de ellas en prosa, como la que llevó a cabo en 1849 Santiago Ángel Saura Mascaró.
Ya a finales del XVIII se encuentran en España imitadores del poeta inglés. Menciona Esteban Pujals los casos de Félix José Reinoso y Alberto Lista, autores de sendos poemas que son claras imitaciones de la obra capital de Milton, titulados ambos La inocencia perdida. Otro poeta neoclásico, Juan Meléndez Valdés, escribió un poema épico con evidentes huellas de lecturas del autor inglés, titulado La caída de Luzbel.
José Cadalso menciona a Milton en su conocida obra Los eruditos a la violeta, en la que exhorta irónicamente a aquellos que quieren exhibir un barniz de cultura a abominar de los poetas ingleses «diciendo que su épico Milton deliró, cuando puso artillería en el cielo, cuando hizo hablar a la Muerte, al Pecado, etc.».
Se ha señalado también una posible influencia del Lucifer de Milton en la configuración de personajes característicamente satánicos del primer romanticismo español, como el don Félix de Montemar de El estudiante de Salamanca de José de Espronceda. También existe un gran poema, Las hijas de Milton, que fue el último que compuso el suicida posromántico Larmig (anagrama de su nombre completo, Luis Antonio Rodríguez Martínez y Güertero).
En la segunda mitad del siglo XIX, Milton apareció como personaje dramático en una obra teatral, titulada El Paraíso de Milton (1878), de Francisco Pérez Echevarría y Arturo Gil de Santiváñez.
El argentino Jorge Luis Borges escribió un soneto titulado On his blindness (Sobre su ceguera), incluido en su libro El oro de los tigres (1972) en el que toma como referencia otro soneto de Milton del mismo tema y de idéntico título (aunque el soneto de Milton, que lleva el número XIX en su producción, es a menudo nombrado por su primer verso, «When I consider how my light is spent»). La analogía existente entre ambos sonetos refleja las similares circunstancias vitales con que ambos autores tuvieron que enfrentarse ya que ambos perdieron la vista en su ancianidad. Otro poema de Borges se titula Una rosa y Milton.

## Obra
- Veintitrés sonetos, escritos a lo largo de su vida.
- On the Morning of Christ's Nativity (La mañana del nacimiento de Cristo) (1629)
- Sobre Shakespeare (1630)
- L'Allegro (1631)
- Il Penseroso (1631)
- Tiempo (1632)
- Una música solemne (1633)
- Arcades (1634)
- Comus (1634)
- Lycidas (1637)
- Reformas de la disciplina de la Iglesia en Inglaterra (1641)
- La razón del gobierno de la Iglesia (1641-1642)
- Doctrina y disciplina del divorcio (1643)
- Samson Agonistes (1671)
- Areopagitica (1644)
- Sobre la educación (1644)
- El ejercicio de la magistratura y el reinado (1649)
- Eikonoklastes (1649)
- Sobre su ceguera (1655)
- Sobre su esposa muerta (1658)
- Tratado de poder civil en causas eclesiásticas (1659)
- Paradise Lost (El paraíso perdido) (finalizado en 1667)
- Paradise Regained (El paraíso recobrado) (1671)